# Skumgummi
Skumgummi er et porøst gummiprodukt. Det bliver fremstillet ved at opkoncentreret naturlig eller syntetisk gummilatex, som er tilsat sæbe, vulkaniseringsmidler, koagulant og andet, bliver pisket til en skum som hældes i former og vulkaniseres. Skumgummi kan "puste", fordi porrerne er åbne. Produktet bruges mest til polstring af møbler, tæppeunderlag, madrasser og lignende, men er i stor grad erstattet af skumplast. Ofte kalder man skumplast for skumgummi. Materialet bruges også til emballage, isolering og lydisolering.